# ロバート・パクストン
ロバート・パクストン（英語: Robert Paxton, 1983年10月20日 - ）は、イギリス出身の男性フィギュアスケート選手（ペア）。2009年ヨーロッパフィギュアスケート選手権イギリス代表。パートナーはエリカ・リッソーなど。

## 経歴
イギリス、ワイト島出身。16歳からカナダにスケート留学した。カナダ所属の選手として競技会に出場していたが、エリカ・リッソーと組んで以降はイギリスの所属として競技会に出場している。

## 主な戦績
| 大会/年                 | 2004-05 | 2005-06 | 2006-07 | 2007-08 | 2008-09 | 2009-10 |
| ----------------------- | ------- | ------- | ------- | ------- | ------- | ------- |
| 欧州選手権              |         |         |         |         | 7       | 12      |
| イギリス選手権          |         |         |         |         | 2       | 2       |
| カナダ選手権            |         | 3 J     |         | 11      |         |         |
| NRW杯                   |         |         |         |         |         | 6       |
| JGPベオグラードスパロー | 7       |         |         |         |         | 6       |

### 詳細
| 2009-2010 シーズン    |                                                    |          |          |           |
| 開催日                | 大会名                                             | SP       | FS       | 結果      |
| 2010年1月19日 - 20日  | ヨーロッパフィギュアスケート選手権（タリン）       | 14 43.50 | 12 86.59 | 12 130.09 |
| 2009年12月3日 - 4日   | 2009年NRW杯 シニアクラス（ドルトムント）           | 6 34.83  | 4 83.96  | 6 118.79  |
| 2009年11月27日 - 28日 | イギリスフィギュアスケート選手権（シェフィールド） | 2 38.47  | 2 82.28  | 2 120.75  |

| 2008-2009 シーズン   |                                                               |          |         |          |
| 開催日               | 大会名                                                        | SP       | FS      | 結果     |
| 2009年1月20日 - 25日 | 2009年ヨーロッパフィギュアスケート選手権（ヘルシンキ）        | 10 44.28 | 7 85.5  | 7 129.78 |
| 2009年1月11日 - 16日 | イギリスフィギュアスケート選手権 シニアクラス（ノッチンガム） | 2 40.58  | 1 94.50 | 2 135.08 |

| 2004-2005 シーズン   |                                                              |         |         |          |
| 開催日               | 大会名                                                       | SP      | FS      | 結果     |
| 2004年9月23日 - 26日 | ISUジュニアグランプリ ベオグラード・スパロー（ベオグラード） | 8 35.76 | 7 67.87 | 7 103.63 |